# 沙什德
沙什德是匈牙利的城鎮，位於該國南部，距離棟博堡15公里，由巴蘭尼亞州負責管轄，該地區自青銅時代已有人類居住，面積14.88平方公里，2010年人口3,339。